# Fronte di Tasman

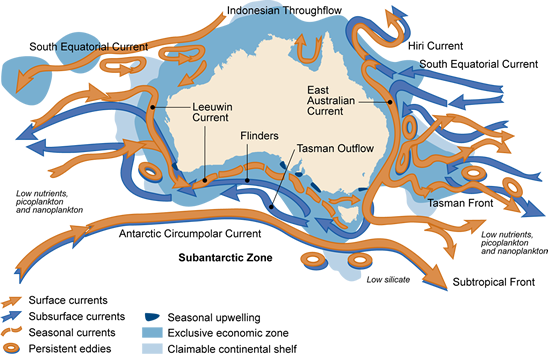
Le correnti oceaniche dell'Australia. Il fronte di Tasman si trova a sudest della costa australiana.

Il fronte di Tasman è una corrente oceanica calda di superficie che fluisce verso est e fa da confine termico che separa il Mar dei Coralli a nord dal Mar di Tasman a sud. 
La denominazione è stata proposta da Denham e Crook nel 1976 per descrivere un fronte termico che si estende dall'Australia alla Nuova Zelanda, tra il Mar dei Coralli e il Mar di Tasman.

## Caratteristiche
Originandosi al margine della corrente dell'Australia Orientale, il fronte di Tasman fluisce serpeggiando verso est tra le latitudini 152° E e 164° E e le latitudini 31° S e 37° S, ricongiundendosi poi alla linea di costa della Nuova Zelanda dove da luogo alla corrente orientale di Auckland.
La topografia gioca un ruolo dominante nella formazione del fronte di Tasman. I dati mostrano che il percorso del fronte è in parte influenzato dal passaggio del flusso al di sopra delle grandi dorsali oceaniche. I meandri che si osservano nel fronte di Tasman possono essere causati dai flussi meridionali lungo le dorsali, come nel caso della fossa della Nuova Caledonia (166° E) e del Norfolk Ridge (167° E). Anche le correnti abissali possono innescare la formazione di meandri, come quelli associati al Lord Howe Rise (161° E) e al Dampier Ridge (159° E).
Sul fronte di Tasman sono stati condotti numerosi studi basati su osservazioni e modellizzazioni, oltre a investigazioni paleo-oceanografiche dei sedimenti marini. Gli studi osservativi biologici sono in numero minore, ma quelli condotti hanno mostrato una correlazione tra le caratteristiche fisiche del fronte e le proprietà delle comunità ittiche.
Gli studi che correlano le proprietà biogeochimiche con i processi fisici del fronte di Tasman sono numericamente ancora inferiori.